# Mk V Covenanter
Il carro Cruiser Mk V Covenanter (A13 Mk III) fu un carro armato incrociatore (cruiser) britannico attivo durante la Seconda guerra mondiale. Questo modello di carro fu il primo ad avere un nome oltre alla sigla. Il nome Covenanter deriva da quello di una fazione religiosa scozzese al tempo delle Guerre dei tre regni.

## Storia
Nel 1938, il ministero della Difesa inglese richiese la progettazione di un nuovo carro in sostituzione del Cruiser Mk IV. Già dall'anno seguente la London Midland and Scottish Railway Company (LMS) iniziò il progetto dello scafo, mentre la progettazione della torretta fu sviluppata dalla Nuffield e alla ditta Henry Meadows fu affidata invece la progettazione del motore.
Le disastrose perdite di materiali e mezzi a Dunkerque e la carenza di veicoli corazzati misero l'Esercito inglese nella necessità di ordinarne 100 unità il 17 aprile 1940, prima ancora che il primo prototipo fosse testato e soprattutto prodotto. Con un grosso sforzo produttivo, il primo ordine venne evaso e un susseguirsi di ordini portò ad una produzione complessiva finale di circa 1771 unità di carro Mk V.
La Nuffield tuttavia continuò in parallelo la progettazione e la produzione di un altro carro, il Crusader, che ebbe miglior fortuna.

L'impegno di creare un carro di basso profilo e di altezza contenuta, in grado così di sfuggire ai micidiali Panzer tedeschi, comportò nel Cruiser Mk V, alcuni problemi di raffreddamento.

Il motore fu montato orizzontalmente e lo spazio nel vano motore per accogliere i radiatori era insufficiente; di conseguenza questi furono spostati nella parte anteriore del veicolo, creando problemi di affidabilità dovuta anche ad un breve e superficiale periodo di collaudo.

A seguito di questi problemi, il Covenanter non poté essere impiegato nella Campagna del Nord Africa, onore che invece ebbero appunto i carri Crusader.
Già alla fine del 1943 il Covenanter fu considerato obsoleto e debolmente armato, assolutamente non in grado di affrontare i nuovi carri tedeschi. Molti Covenanter vennero pertanto rottamati, o utilizzati a fini di addestramento.

## Impiego operativo

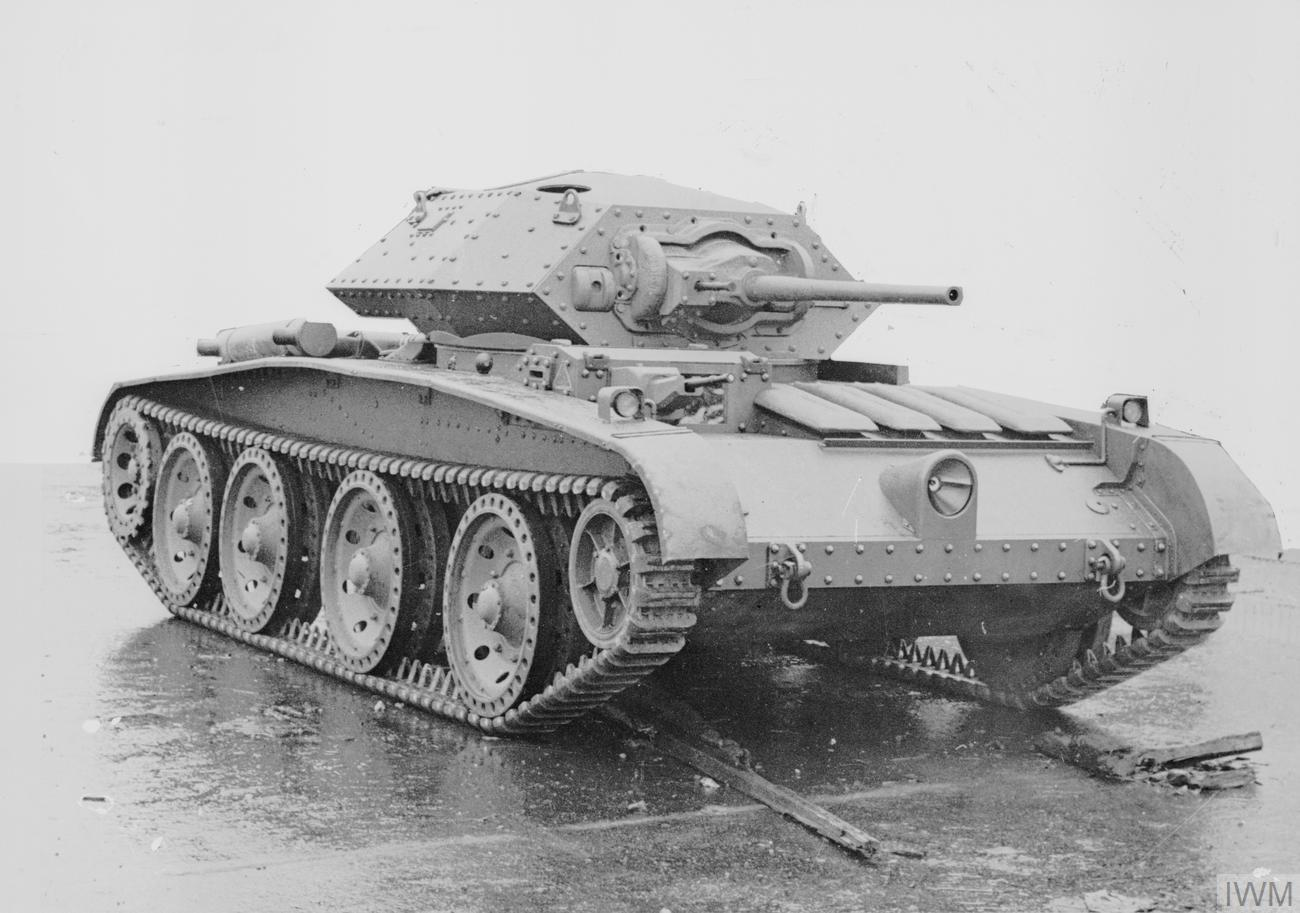
Cruiser Mk V Covenanter

Tranne che per pochi veicoli di prova, i Covenanter non furono mai utilizzati al di fuori delle isole britanniche. La 1ª Divisione corazzata inglese inizialmente fu equipaggiata con i carri Mk V, ma dal suo primo impegno operativo avvenuto in Egitto, il carro evidenziò subito i suoi limiti nei climi caldi, e quindi gli Mk V andarono ad equipaggiare la 9th Armoured Division nel continente.

Una manciata di questi carri venne comunque inviata in Africa per collaudi e prove di valutazione, ma non è chiaro se degli esemplari di Covenanter furono utilizzati in combattimento. È probabile che siano stati schierati a fianco dei Kingforce assieme agli sperimentali Churchill Mk II.

Alcuni Covenanter furono schierati con delle unità polacche costituite in Gran Bretagna, altri (soprattutto nella variante Bridgelayers), furono utilizzati dagli Alleati nella loro avanzata in Belgio e Paesi Bassi, e dalle forze australiane nel Pacifico.

## Varianti
- Covenanter Mk I (Cruiser Mk V) - modello originale.

Covenanter Mk I CS - Versione da supporto diretto alla fanteria ("close support"). Armati di mortaio da 3 pollici.
- Covenanter Mk II (Cruiser Mk V) - modello con radiatore aggiuntivo.

Covenanter Mk II CS - Armato con mortaio.
- Covenanter Mk III (Cruiser Mk V) - modello con nuovi radiatori ad olio su entrambi i lati del motore, aggiunta di purificatori d'aria, silenziatori di scarico.

Covenanter Mk III CS -  Armato con mortaio.
- Covenanter Mk IV - Versione Mk II con sviluppo della frizione dell'Mk III.

Covenanter Mk IV CS - Armato con mortaio.

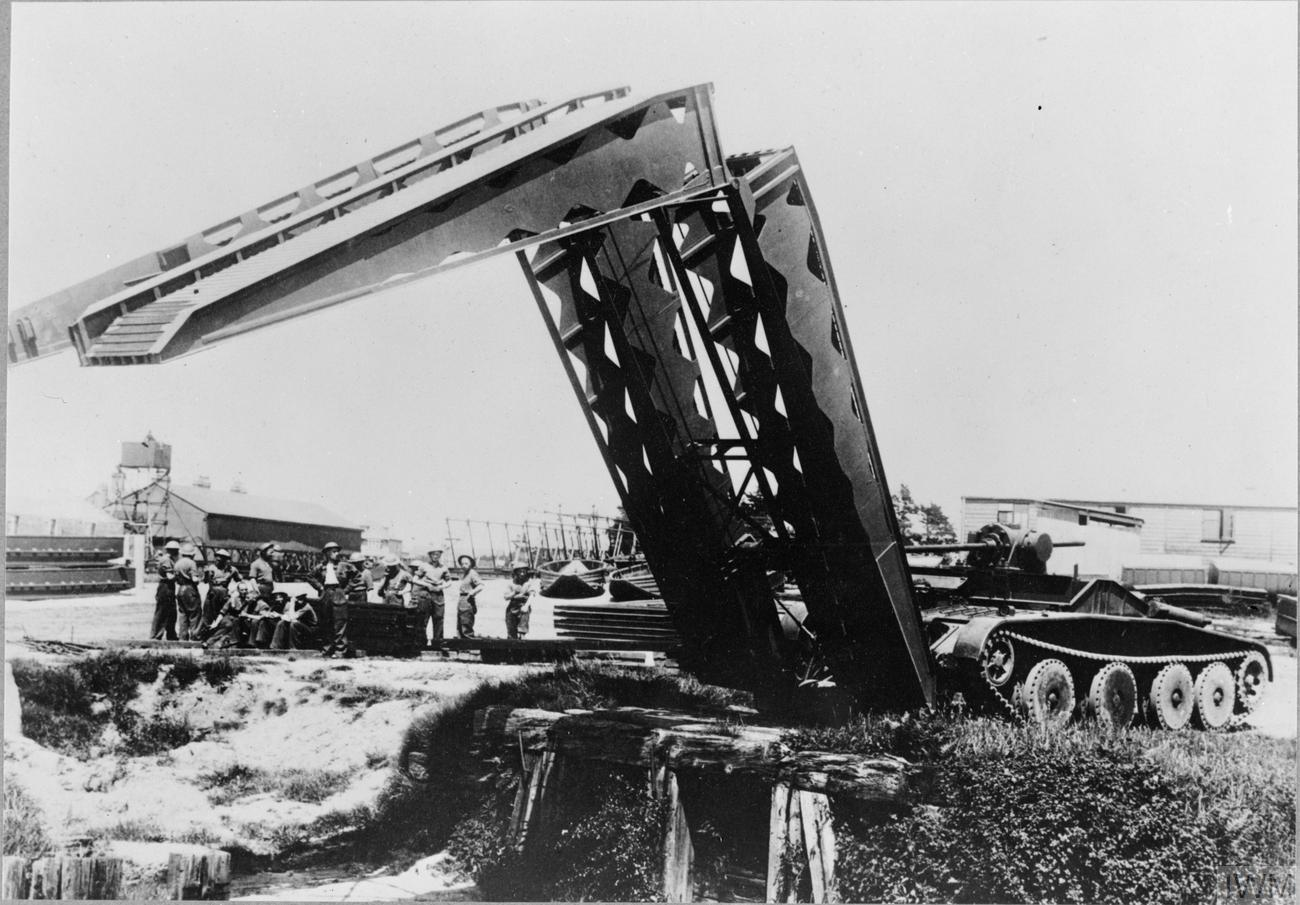
Covenanter Bridgelayer

- Covenanter Bridgelayer - scafo Covenanter munito di un ponte di 10,3 metri m di lunghezza e 2,75 m di larghezza, in grado di trasportare 24 tonnellate. Nel 1944 dei miglioramenti portarono la capacità di carico a 30 t.
- Covenanter ARV Mk I - modello per il recupero dei veicoli, basato su scafo Covenanter, il prototipo è del 1942.

### Ulteriori attrezzature
- Anti-Mine Roller Attachment (AMRA) Mc I-C - Quattro rulli riempiti a sabbia o acqua, montati anteriormente su un apposito apparato, venivano utilizzati per far brillare le mine e liberare la strada.